# Semiothisa paleolata
Semiothisa paleolata är en fjärilsart som beskrevs av Achille Guenée 1858. Semiothisa paleolata ingår i släktet Semiothisa och familjen mätare. Inga underarter finns listade i Catalogue of Life.